# Salzhaus
Salzhaus (Salthuset) är ett hus i Frankfurt am Main som ligger vid det centrala torget Römerberg. 
Salzhaus nämndes för första gången 1324 och huset fick sitt namn av att man under medeltiden här handlade med salt. Omkring 1595 byggdes Salzhaus, som numera fungerade som bostadshus, om i renässansstil och fick huvudsakligen det utseende det skulle ha innan det bombades sönder under andra världskriget. Bottenvåningen byggdes i röd sandsten medan de övre våningarna byggdes i korsvirke. Fasaden mot torget Römerberg täcktes av träsniderier. 
1843 köptes huset av staden och det integrerades i rådhuskomplexet Römer. Det norra grannhuset, Haus zum Wedel, revs 1866, och Salzhaus norra fasad blev mycket mera synlig än den varit innan. Vid det här laget började Salzhaus behöva en renovering och en sådan genomfördes mellan 1887 och 1888. Den 22 mars 1944 träffades byggnaden dock av brandbomber och brann ned. Det enda som återstod var rester av bottenvåningen i sandsten, vilka kom att bilda grund för nybygget som uppfördes på platsen mellan 1951 och 1952. 
Den del av träsniderierna som inte ingick i de bärande delarna av fasaden är bevarade, för de hade plockats ned från fasaden och förts i säkerhet innan bomberna började falla över Frankfurt. Sex av dessa träplattor infogades som ett minne i den moderna fasaden mot Römerberg. På den nutida norra fasaden mot gatan Braubachstraße finns en glasmosaik som skapades av konstnären Wilhelm Geißler 1955. Den föreställer fågeln Fenix, en mytisk fågel som enligt legenden brann upp och sedan återuppstod igen ur askan. Här får den symbolisera återuppbyggnaden av det förstörda Frankfurt.

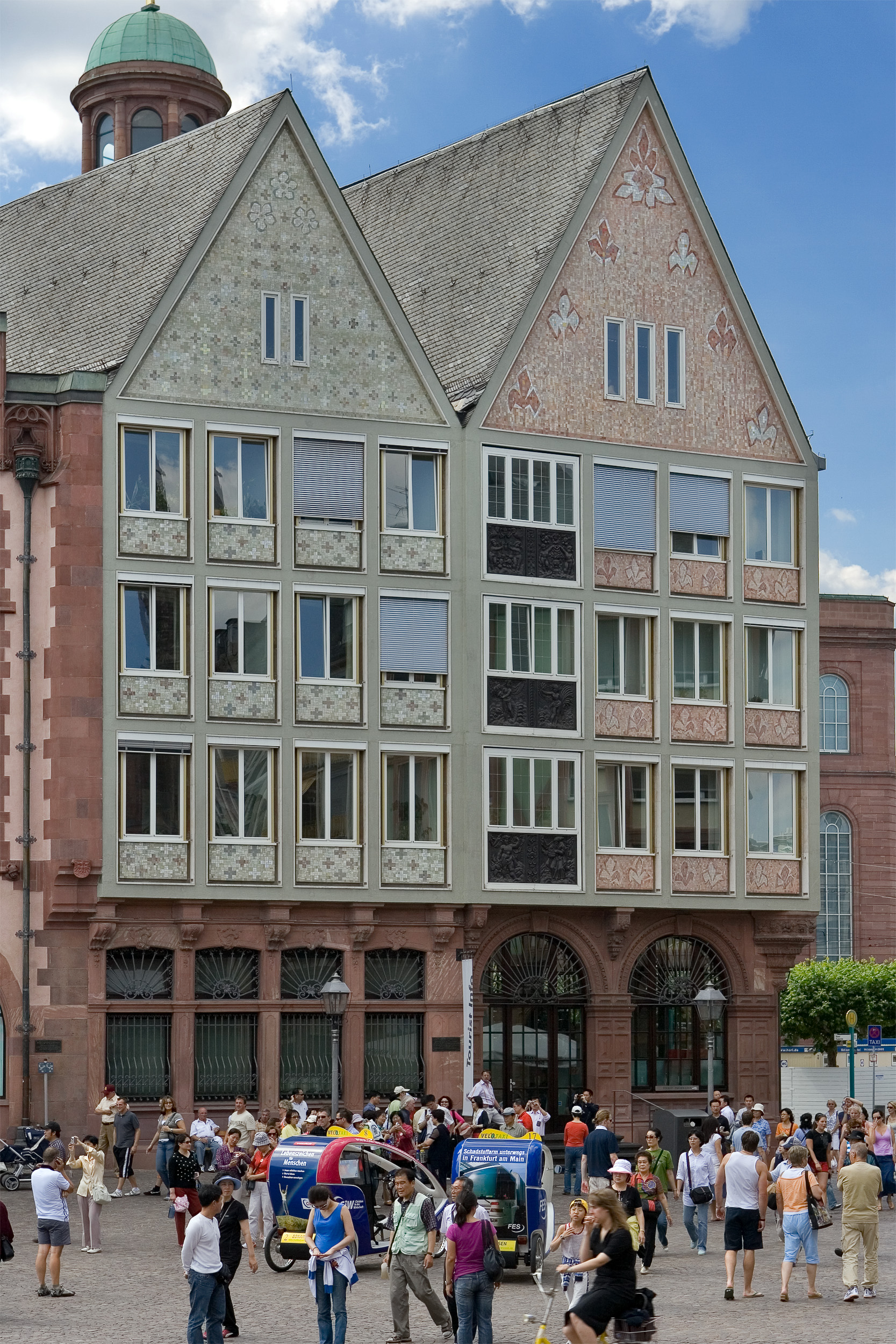
Salzhaus (t.h.) från Römerberg 2007
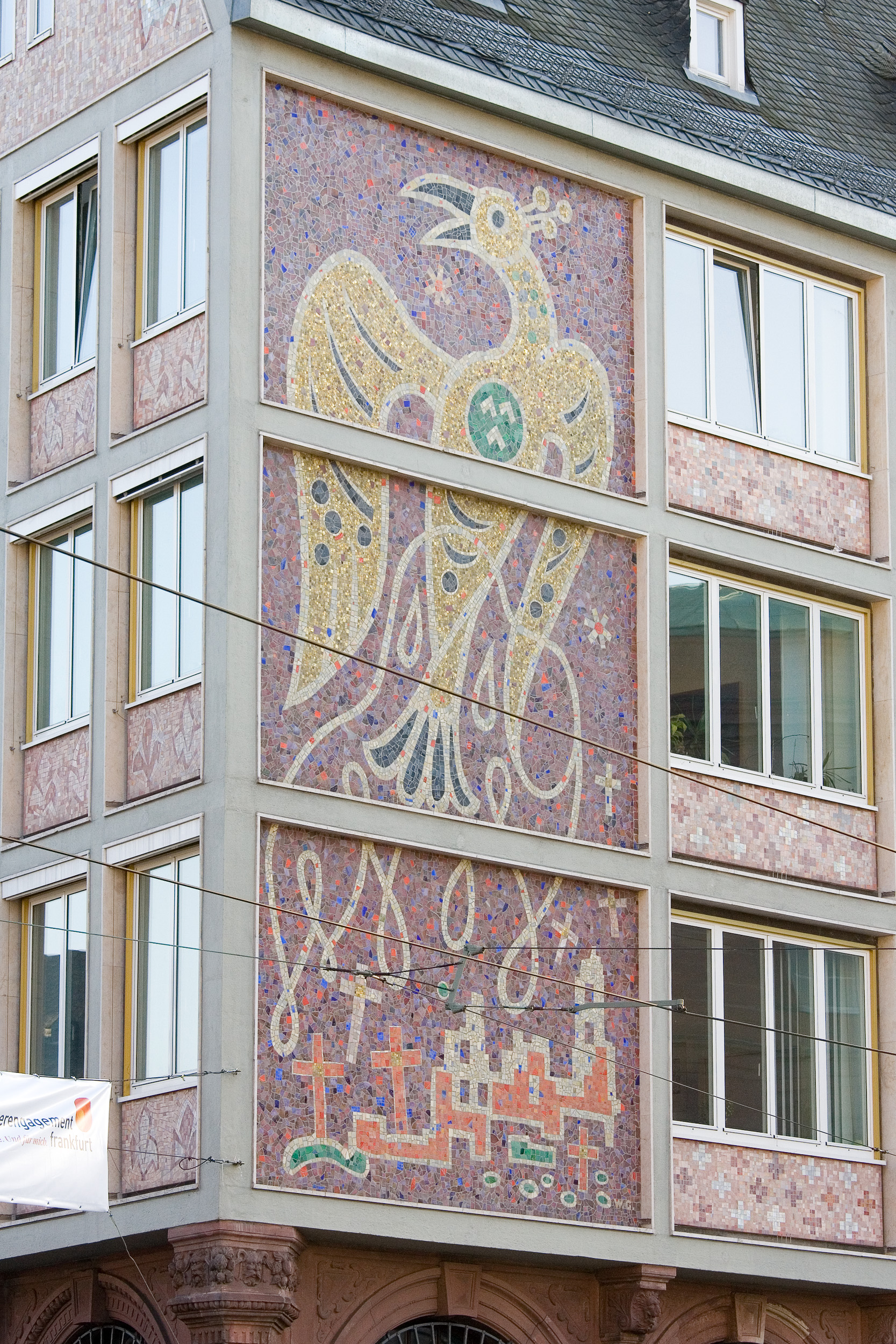
Mosaik mot Braubachstraße
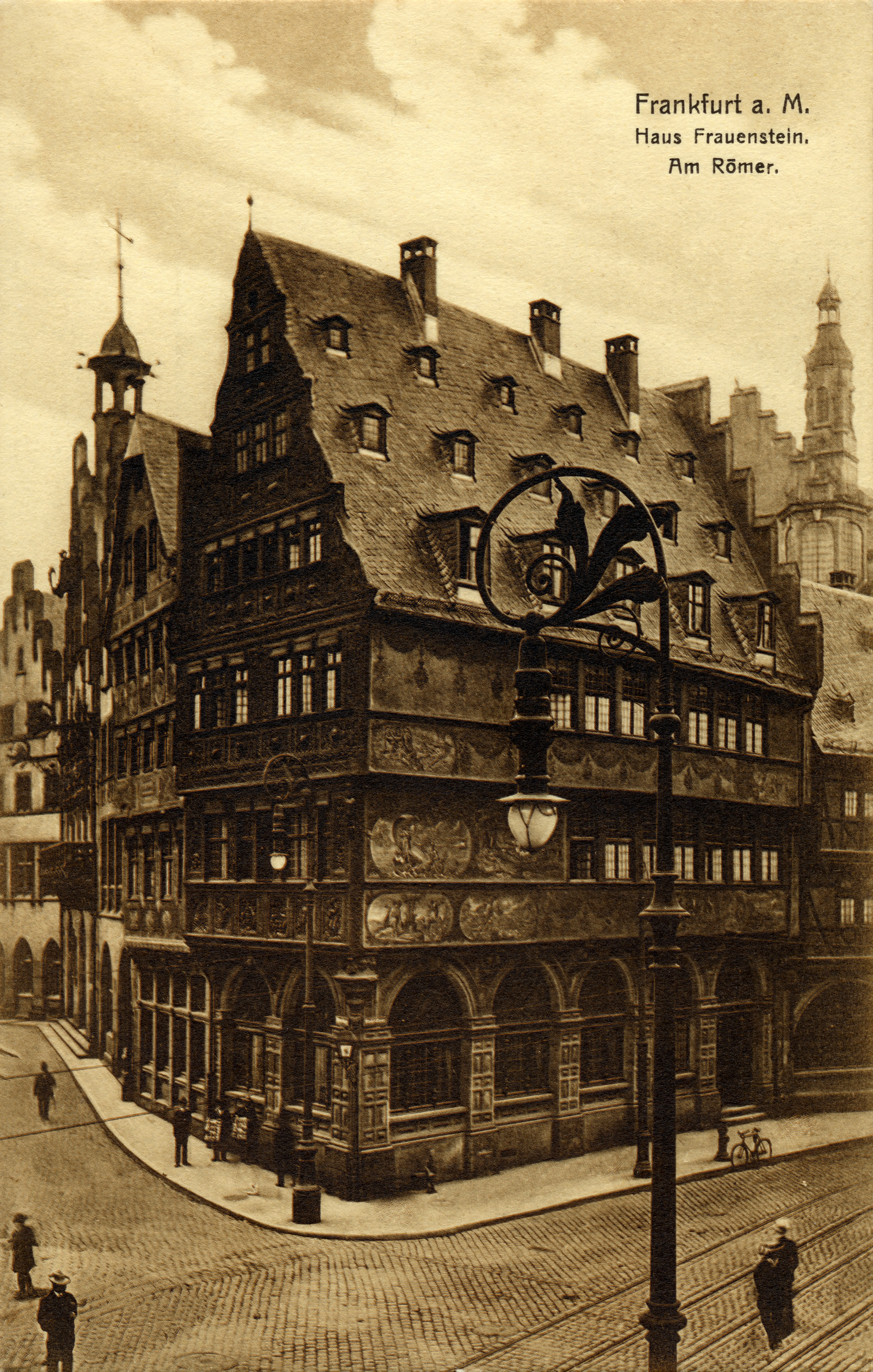
Fasaden mot Braubachstraße omkring 1900